# 海底小遊俠
《海底小遊俠》，為1969年1月13日～1970年7月27日期間，每週一晚間18：00於富士電視台播映的日本電視動畫。前身作品為《海豚王子》與《加油！海洋少年》，本片也是日美合作動畫的先驅之作，在美國以《Marine Boy》片名播出，台灣則由中視引進美國版，於1971年播映。在香港則在1977年至1978年間，以《七海小英雄》譯名於麗的電視播出。

## 概要
1965年4月4日至4月18日每週日晚間19：30～20：00，本作的最初期型態版本《海豚王子》（全3集）於富士電視台播出，並在早於日本第一部彩色電視動畫《小獅王》（手塚治虫原作）半年之前，即開始試驗性的以彩色製作，但首播時則以黑白播出。本片的製作方面，則是由廣告製作公司「東京光映」與富士電視台關聯企業「共同電視台」合資設立的動畫公司負責。
以此片為原案的正式連續型態作品《加油！海洋少年》，於1966年10月6日～12月29日，每週四晚間19：00～19：30在TBS電視台以彩色播映，全13集。廣告則由松下電器（今Panasonic）獨家贊助。
而《海底小遊俠》則是將13集的《加油！海洋少年》追加65集新作，於1969年1月13日至9月22日每週一18：00～18：30播出（此時沿用的《加油！海洋少年》內容，也統一改名為《海底小遊俠》）。由於本作品基本上是以外銷為目標而製作，在富士電視台首播時，在全78集當中僅播出了36集，直到日本電視台於1971年5月11日～9月2日期間，每週一～週五重播時才首次全數播映。且因為是外銷取向，作品整體均帶有海外動畫作品的氛圍與色調。近年來，本片已陸續於日本的AT-X、富士電視TWO、GyaO等衛星頻道重播。

## 影片現存狀況
本片於70年代後期以後幾乎未曾重播，且僅在1980年代，由波麗佳音發行過第34集「海底要塞」的錄影帶而已，要觀賞整部作品變得相當困難，主題歌也未曾收錄在「動畫主題歌集」之類的合輯中，變成了僅有首播世代觀眾層知道的冷門作品。2005年，本片推出首度收錄全部集數的DVD，但使用的母帶卻是當時的電視台播出用拷貝，故而品質不佳。還有傳聞指出，本片現存的影片資料也僅有此一版本。但美國版本《Marine Boy》則在2009年的電視重播中獲得證實，已經過重新數位過帶修補畫質，並於2013年發行了DVD。至於兩部前身作品《海豚王子》與《加油！海洋少年》的母帶，由於擔任製作的動画早已解散，現階段依然下落不明。

## 劇情大綱
敘述小遊俠守護七大洋和平的故事。他在潛入海中前會先嚼食「氧氣口香糖」（オキシガム）以便補給氧氣並在海中呼吸，並利用巡邏艇（ハイドロジェット）在水中移動。以迴力標為武器。

## 製作群

### 《海豚王子》
- 原案：岡部一彦、北川幸比古、杉山卓
- 企画・製作：動
- 編劇：北川幸比古
- 演出：小山内治夫
- 作画：杉山卓、松本元宏、真島文祐
- 美術：伊藤主計

### 《加油！海洋少年／海底小遊俠》
- 企画・制作：動画（《海底小遊俠》的字幕標記為）
- 制作担当：足立実、八百板勉（富士電視台擔當）
- 製作主任：児玉征太郎
- 編劇：辻真先、豊田有恒、安藤豊弘、松本守正、草川隆、押川国秋、山本邦彦、鈴木良武、吉岡道夫、佐脇徹、川辺一外、満友敬司、阿部桂一、大久保彰、村松哲夫、伊東恒久、石黑昇、高倉三郎、小山内治夫
- 演出：小山内治夫、遠藤政治、富野喜幸
- 人物設定：福原悠一
- 作画：杉浦謙一、青木、平野仁
- 音樂：塚原哲夫
- 剪輯：中島順三
- 攝影：辻友一、藤田紘一、坂東昭雄、弘野正之、加藤昭治
- 錄音担当：小杉清
- 配音台本：山内弘、平尾
- 配音製作担当：横田邦男

## 配音
括號內為《海豚王子》版本的角色名稱。
- 小遊俠（マリン，《海豚王子》角色名為「海豚王子」、《加油！海洋少年》角色名為「海洋少年」）：小原乃梨子
- 美人魚（ネプチューナ）：松尾佳子
- 白海豚（シロ）：野沢雅子
- ガラリン：野沢那智
- ブルトン：神山卓三
- アッケラン博士：熊倉一雄
- 司令：大塚周夫
- マリーナ博士：納谷悟朗
- 其他角色配音：

菅谷政子、田野中勇、山田康雄、羽佐間道夫、沢田敏子、池田よし恵、杉山佳寿子、市川治、太田淑子、鈴木利秋、八奈見乗児、富田耕吉（耕生）、緑川稔、矢田耕司、小林和夫、今西正男、相模武（相模太郎・二代目）、近石真介、桑原毅、大木民夫、加藤精三、青野武、大川修司、峰恵研、千葉耕市、石森達幸、寺田彦右、小林恭治、永井一郎、白石冬美、雨森雅司、向山雅彦、小林清志、沢りつお、矢田稔

## 主題歌
《海豚王子》
- 
演唱：、
作詞：横井弘
作曲‧編曲：広瀬健次郎

《加油！海洋少年》
- OP1
演唱：、
作詞：横井弘
作曲‧編曲：広瀬健次郎
- OP2
演唱：
作詞：白鳥朝詠
作曲：塚原哲夫

《海底小遊俠》
- OP
演唱：小原乃梨子（和音：若草児童合唱団）
作詞：白鳥朝詠
作曲‧編曲：広瀬健次郎
- ED
演唱：若草児童合唱団
作詞：白鳥朝詠
作曲‧編曲：広瀬健次郎

- 台灣版主題歌：「海底小遊俠」
作詞：林煌坤
作曲：林家慶

本曲用於片頭與片尾，但片尾後來卻有部分集數為直接播出美國版畫面與片尾曲。此曲收錄於1976年7月由新黎明唱片發行的兒童歌曲合輯《兒童之歌》第2集（SLM-5031）中，同專輯中另收錄中視播映的《孫悟空》與華視《水晶宮》、《小泰山》（但此曲已於同系列前集中收錄，此次為重複收錄）、《萬里尋母》等播映時期相近的日本動畫中文版主題歌。

## 各集標題

### 《海底小遊俠》
日本電視台重播時的播映集序為：1、5～12、15～21、23、24、74～78、2～4、13、14、30、31、33、34、25～29、35～39、70、71、22、44～51、53、55～67、52、54、40～43、68、69、72、73、32
1. （於衛星頻道「721」重映時，改名為）

## 註解
1. ↑  另一部由東映動畫與美國合拍的《金剛》（The King Kong Show），在美國則是比本片晚了一週才播出，台灣亦曾由中視購入播出。
2. ↑  但根據參與本片製作的杉山卓的回想表示，實際上是製作了4集。但由於目前本片母帶仍未發現，故而尚無從證實。
3. ↑  不過根據當年負責剪輯的中島順三表示，實際上是製作了26集，剩下的13集其實仍留在日本並未外銷至美國，但母帶現階段依然下落不明。

## 外部連結
- 台灣電視資料庫[永久]
- http://anime.marumegane.com/1965/dolphin_prince.html （页面存档备份，存于）